# خوليو زونيغا
خوليو زونيغا (بالإسبانية: Julio Zuñiga)‏ هو لاعب كرة قدم أرجنتيني في مركز الوسط، ولد في 30 يناير 1995 في مدينة سان فرناندو ديل فالي دي كاتاماركا في الأرجنتين. لعب مع ريفر بليت.

## وصلات خارجية
- خوليو زونيغا على موقع قاعدة بيانات كرة القدم.إي يو (الإنجليزية)
- خوليو زونيغا على موقع Soccerway.com (الإنجليزية)